# Harry Potter en de Halfbloed Prins (soundtrack)
De original motion picture soundtrack van de zesde Harry Potterfilm, Harry Potter en de Halfbloed Prins, werd geschreven door terugkerend componist Nicholas Hooper.
De opnames van de filmmuziek vonden in juli en augustus 2008 plaats. Omwille van de uitgestelde releasedatum van de film, 15 juli 2009, verscheen ook het album later op 14 juli 2009.
Volgens regisseur David Yates is Nicholas Hooper bijna een heel jaar in de weer geweest met het schrijven van het zesde album. 
Betrokken zijn bij het filmproces heeft volgens Hooper veel invloed op zijn leven. Daarom besloot hij niet meer terug te keren om de vervolgdelen van Harry Potter en de Relieken van de Dood te componeren.
Het nieuwe album is nog duisterder en telt tot 10 nummers meer dan zijn voorganger, Harry Potter en de Orde van de Feniks. Wizard Wheezes is een additionele track die niet voorkomt in de film. De tracks Opening en Ginny bevatten samples van Hedwig's Theme. Ron's Victory bevat samples uit Quidditch, Third Year, geschreven voor de derde film. Dumbledore's Speech, Dumbledore's Foreboding, en Inferi in the Firestorm bevatten samples uit Possesion, een track geschreven voor de vijfde film. Verder schreef Hooper thema's voor o.a. de Dooddoeners in Opening, Malfoy's Mission en Into the Rushes. Hij schreef ook een koraalthema dat te horen is in In Noctem, Dumbledore's Speech, Dumbledore's Foreboding, Journey to the Cave en Dumbledore's Farewell.
Bij de CD zit een digitale code waarmee je het gehele album in 5.1 Digital Surround Sound en andere extra's kunt binnenhalen.

## Nummers
| Nr.: | Titel:                      | Duur: |
| ---- | --------------------------- | ----- |
| 1    | Opening                     | 2:54  |
| 2    | In Noctem                   | 2:00  |
| 3    | The Story Begins            | 2:05  |
| 4    | Ginny                       | 1:30  |
| 5    | Snape & the Unbreakable Vow | 2:50  |
| 6    | Wizard Wheezes              | 1:42  |
| 7    | Dumbledore's Speech         | 1:31  |
| 8    | Living Death                | 1:55  |
| 9    | Into the Pensieve           | 1:45  |
| 10   | The Book                    | 1:44  |
| 11   | Ron's Victory               | 1:44  |
| 12   | Harry & Hermione            | 2:52  |
| 13   | School!                     | 1:05  |
| 14   | Malfoy's Mission            | 2:53  |

| Nr.: | Titel:                    | Duur: |
| ---- | ------------------------- | ----- |
| 15   | The Slug Party            | 2:11  |
| 16   | Into the Rushes           | 2:33  |
| 17   | Farewell Aragog           | 2:08  |
| 18   | Dumbledore's Foreboding   | 1:18  |
| 19   | Of Love & War             | 1:17  |
| 20   | When Ginny Kissed Harry   | 2:38  |
| 21   | Slughorn's Confession     | 3:33  |
| 22   | Journey to the Cave       | 3:08  |
| 23   | The Drink of Despair      | 2:44  |
| 24   | Inferi in the Firestorm   | 1:53  |
| 25   | The Killing of Dumbledore | 3:34  |
| 26   | Dumbledore's Farewell     | 2:22  |
| 27   | The Friends               | 2:00  |
| 28   | The Weasley Stomp         | 2:51  |

## Hitnoteringen

### NPO Klassiek Filmmuziek Top 200
| Positie | 65 | 82* | 95* |

( * als Harry Potter and the Order of the Phoenix / the Half-Blood Prince)

## Prijzen
| Nominaties:                                                      | Nominaties:     | Nominaties: |
| ---------------------------------------------------------------- | --------------- | ----------- |
| Grammy Award voor Best Score Soundtrack Album for Motion Picture | Nicholas Hooper |             |